# James Annesley
James Annesley (1715 - 5 janvier 1760) est un Irlandais qui prétend au titre de comte d'Anglesey, l'un des domaines les plus riches d'Irlande. Le différend entre Annesley et son oncle Richard Annesley est tristement célèbre en son temps, mais son histoire est peut-être mieux connue aujourd'hui comme une possible inspiration pour le roman du XIXe siècle Kidnappé de Robert Louis Stevenson et d'autres œuvres,,.

## Biographie
Annesley serait né le 15 avril 1715 à Dunmaine, dans le Comté de Wexford, d'Arthur Annesley, 4e baron Altham (1689-14 novembre 1727), un pair anglo-irlandais, et sa femme Mary Sheffield (1692-octobre 1729), fille du 1er duc de Buckingham et de Normanby (1648-1721). Après que la famille ait déménagé à Dublin, Mary, Lady Altham est expulsée de la maison, apparemment pour infidélité, et James, rejeté par Lord Altham, son père, est laissé à courir dans les rues. Puis, vers l'âge de 12 ans en 1728, peu après la mort de son père, le jeune Annesley est kidnappé et envoyé dans une plantation du Delaware, où il est vendu en servitude sous contrat sur les ordres de son oncle, Richard Annesley. En retirant James de la ligne de succession, Richard peut revendiquer le titre et les terres du comté d'Anglesey.
En 1740, après environ 12 ans de travail comme serviteur sous contrat, James s'échappe de la plantation (sa troisième tentative) et se rend par voie terrestre à Philadelphie où il monte sur un navire marchand à Port Royal en Jamaïque. Là, le 11 août 1740, les dossiers indiquent qu'il s'engage avec la Royal Navy sous le commandement de l'amiral Vernon en tant qu'aspirant de marine sur le HMS Falmouth. Les comptes rendus de journaux contemporains indiquent qu'il est identifié par un ancien « camarade de classe, chez le père duquel il a logé » comme étant James Annesley. Il sert tout au long de la campagne contre Carthagène, en Colombie, mais ne participe à aucune action. Il est libéré en octobre 1741.
En 1741, James retourne en Angleterre, puis en Écosse où il tue accidentellement un homme lors d'une excursion de chasse. Richard, de facto Lord Altham, utilise cette mort pour tenter de faire pendre James pour meurtre, mais échoue en raison d'un témoignage de dernière minute selon lequel l'événement est un accident. Richard ne paie pas son avocat dans cette tentative de poursuite réussie, et cet échec conduit à un témoignage dans l'affaire suivante dans laquelle des précédents majeurs sont établis concernant la relation avocat/client moderne. Finalement, James retourne en Irlande où il revendique son droit d'aînesse au moyen de la célèbre affaire Annesley v Anglesea, avec l'aide de l'avocat écossais Daniel Mackercher.
La défense juridique de Richard tout au long du procès très médiatisé est que James n'est pas le fils légitime de Mary Sheffield, la baronne Altham, mais le fils illégitime de Joan "Juggy" Landy, qui, selon James, n'est que sa nourrice. Le verdict final est en faveur de James et ses biens lui sont restitués, mais il n'obtient pas ses titres avant de mourir à l'âge de 44 ans. Son oncle Richard est décédé environ un an plus tard . James Annesley est enterré dans le Old Churchyard de St Margaret's, Lee à Londres dans une tombe anonyme .
Certains documents indiquent que le 14 septembre 1751, à Bidborough, Kent, James Annesley a épousé Margaret L'Anson, et ils ont un fils et une fille,. Cependant, ce fils est décédé en 1764 à l'âge de 7 ans environ, et la fille est décédée en mai 1765 à l'âge de 12 ans environ. D'autres documents indiquent qu'il a épousé la fille d'un M. Chester et a trois enfants - deux filles et un fils ; le fils James Annesley est décédé en novembre 1763 et une fille aînée qui épouse Charles Wheeler .

## Historiographie
L'affaire Annesley suscite un énorme intérêt à la fois à Dublin et à Londres. Des rapports de procès abrégés sont publiés dans des quotidiens et des périodiques, tels que le Gentleman's Magazine, et 15 comptes rendus distincts du procès sont imprimés .
Des récits fictifs circulent dans la littérature pendant et peu après les événements. Le roman d'Eliza Haywood , Memoirs of an Unfortunate Young Nobleman (1743) est publié avant le grand procès et raconte un réçit extrêmement inexact de la vie de James dans les colonies américaines. Dans le roman de Tobias Smollett , Peregrine Pickle (1751), Smollett dit qu'il est le second chirurgien de la Royal Navy à l'époque du mandat de James Annesley. Il est dit que l'histoire de James Annesley a inspiré Sir Walter Scott dans l'écriture de Guy Mannering (1815), bien que l'auteur n'ait jamais prétendu cela directement. On prétend que Kidnapped de Robert Louis Stevenson est inspiré par les événements de la vie de James Annesley. En 2014, David Marlett publie un roman historique basé sur la vie de James Annesley, Fortunate Son: A Novel of the Greatest Trial in Irish History .
Il y a un certain nombre d'ouvrages de non-fiction sur le sujet, dont The Wandering Heir (1872) de Charles Reade.
En 2010, A. Roger Ekirch publie Birthright : The True Story That Inspired Kidnapped, une biographie de James Annesley . Ekirch écrit que, tandis que les historiens ont longtemps rejeté de nombreux détails de l'histoire d'Annesley comme de la fiction, il a trouvé une mine de documents juridiques qui montrent que l'histoire telle qu'elle est traditionnellement racontée est pour la plupart vraie. Le livre d'Ekirch est le premier sur l'affaire depuis qu'Andrew Lang publie The Annesley Case en 1912 . l'écrivaine érudite Johnsonienne Lillian de la Torre a mené des recherches approfondies sur des documents inédits en Irlande au début des années 1960, mais son long livre projeté est encore en manuscrit au moment de sa mort . Elle a cependant publié un certain nombre d'articles dans des revues savantes sur des aspects de la vie d'Annesley .

## Kidnappé
A. Roger Ekirch et d'autres soutiennent que le roman Kidnapped de Robert Louis Stevenson est inspiré de l'histoire de James Annesley. Ils soulignent des similitudes telles qu'un oncle kidnappe un héritier orphelin de père et légitime à un jeune âge et l'envoie dans les colonies, et l'héritier revient ensuite et réclame son droit d'aînesse à l'oncle méchant.
Cependant, il n'y a aucune preuve directe de ce lien car Stevenson n'a laissé aucune déclaration sur ses sources pour Kidnapped. L'épouse de Stevenson, Fanny Stevenson, écrit qu'une inspiration pour Kidnapped est le procès de James Stewart, un récit contemporain du meurtre d'Appin, concernant le meurtre de Colin Roy Campbell  mais cela n'exclut pas qu'il y ait eu plus d'une influence sur Kidnapped.

## Sources
- A. Roger Ekirch (2010). Birthright : L'histoire vraie qui a inspiré l'enlèvement . WW Norton. (ISBN 978-0-393-06615-9)